# Nazario Moreno González
Nazario Moreno González (8. marts 1970 - 9. marts 2014), omtales normalt under alias El Chayo ("Nazario" eller "Rosenkrans") og/eller El Más Loco ("Den skøreste"), var en mexicansk narkobaron der ledede La Familia Michoacana, et narkokartel med hovedsæde i staten Michoacán. 
González var en af Mexicos mest eftersøgte narkobaroner. Han blev skudt af mexicanske sikkerhedsstyrker i 2014, i 2010 blev han første gang erklæret død efter en skududveksling med politiet.